# Grotta di Facciasquata
La grotta di Facciasquata è una grotta situata nel comune di Villa Castelli (BR).
L'ingresso alla cavità naturale si trova nei pressi della masseria Abate Carlo, ad un'altitudine di 300 m s.l.m.
All'interno della grotta sono stati rinvenuti agli inizi degli anni settanta dal gruppo speleologico di Martina Franca, reperti che testimoniano della sua frequentazione dal neolitico all'età del bronzo e di una sua funzione di rifugio anche in epoca altomedioevale.